# فلاديمير زافيروف
فلاديمير زافيروف (بالبلغارية: Владимир Зафиров)‏ هو لاعب كرة قدم بلغاري في مركز الدفاع، ولد في 21 مارس 1983 في سليفن في بلغاريا. لعب مع او في سي سليفن 2000 وسسكا صوفيا ونادي بيروي ستارا زاغورا.

## وصلات خارجية
- فلاديمير زافيروف على موقع قاعدة بيانات كرة القدم.إي يو (الإنجليزية)
- فلاديمير زافيروف على موقع Soccerway.com (الإنجليزية)